# Marco Mignani
Marco Mignani (Milano, 15 ottobre 1944 – Milano, 31 marzo 2008) è stato un pubblicitario italiano.
È stato l'ideatore di alcuni slogan entrati nell'uso comune, come Milano da bere (per l'Amaro Ramazzotti) o Dieci piani di morbidezza (per Scottex).
Aveva curato anche - tra le altre - la campagna elettorale del 1987 della Democrazia Cristiana, che aveva per slogan quel Forza Italia che sei anni più tardi sarà utilizzato da Silvio Berlusconi per il suo movimento.

## Biografia

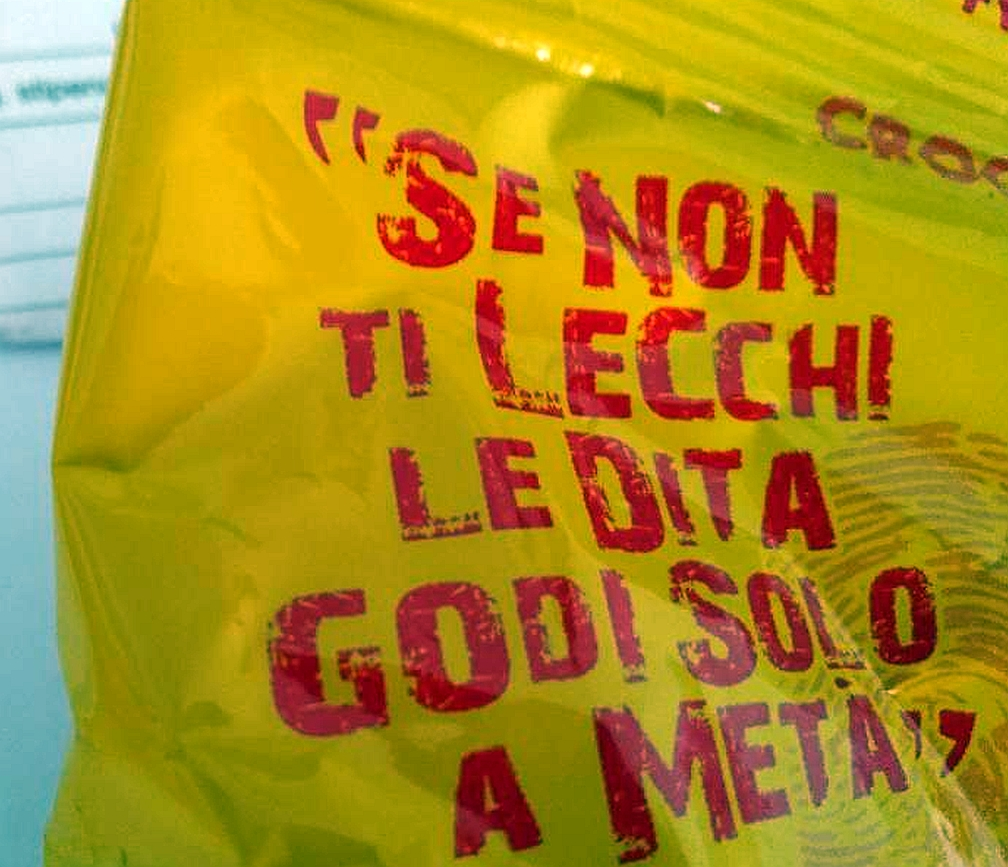
Fonzies: slogan pubblicitario

Entra nel 1967 in pubblicità come copywriter alla Publinter Ayer. Dal 1968 al 1973 è capogruppo e direttore creativo in due importanti agenzie americane, Leo Burnett e Doyle Dane Bernbach. Viene poi chiamato alla TBWA come direttore creativo e partner. Nel 1982 è direttore generale e creativo alla D'Arcy Mac-Manus and Masius. Nel 1983 apre la Euro RSCG Mezzano Costantini & Mignani, con sede in via Dante, nel centro di Milano, che di li a poco divenne l'ottava agenzia del mercato italiano, associata al gruppo Havas Advertising, il maggior network europeo di pubblicità.
Nel 1988 diventa presidente dell'Adci, l'Associazione dei creativi della comunicazione. Era professore a contratto di Teorie e tecniche della comunicazione pubblicitaria alla Facoltà di Scienze della Comunicazione all'Università «La Sapienza» di Roma. È stato impegnato con continuità nella comunicazione sociale e no profit con Telefono Azzurro e Vidas, di cui ha seguito l'immagine e la comunicazione per oltre di 15 anni.
Nella seconda metà degli anni '80 Milano, oltre alla campagna pubblicitaria per la Ramazzotti, Mignani creerà altre campagne che entreranno nella storia della pubblicità italiana come Scottex ("Dieci piani di morbidezza"), Beltè ("Più buono proprio non ce n'è"), Dixan ("Niente lava meglio"), Slip Eminence ("Oh oh Eminence?") con i disegni di Milo Manara, Valda ("Italiani state bene", con Paolo Hendel), Tonno Palmera (il pappagallo ladruncolo), Cioccolato Lindor ("Il cioccolato che si scioglie in bocca"), Fonzies ("Se non ti lecchi le dita godi solo a metà"), Acqua Vera, Burgy, e il più famoso, la Milano da bere per l'Amaro Ramazzotti. 
Sempre nella seconda metà degli anni '80 e nella prima metà degli anni '90 Mignani continua a lavorare nel mondo della comunicazione politica firmando le campagne della Dc, per le politiche del 1987 (Forza Italia) e per le europee del 1989 ("Porta l'Italia al centro dell'Europa") e del PRI per le politiche del 1992 ("La sfida dell'Italia civile") e lo spot per il Si al referendum TV del 1995 ("Vota SI l'Italia che vuole più").
Lascia la RSCG dopo 22 anni nel 2004 per fondare la Mpg, Mignani, Pinter, Galbiati srl l'agenzia che porta l'iniziale del suo cognome e quello dei due soci, il copywriter Antonio Pinter e l'art director Mauro Galbiati, con sede in via Malpighi a Milano. Riprese a lavorare con paesi stranieri, soprattutto con l'Ucraina, con la Repubblica Ceca e con altri paesi dell'Est Europa.
Morì per un tumore del colon.